# 5 Dywizja (KRLD)
5 Dywizja – jeden ze związków taktycznych (dywizja) wojsk KRLD podczas wojny koreańskiej.
Sformowana w 1949 z powracających do kraju etnicznych Koreańczyków z Mandżurii. Stacjonowała w Ra’nam k. Ch’ŏngjin.
Po wybuchu wojny koreańskiej, w lipcu 1950 dywizja została skierowana na południe, gdzie 3 sierpnia zajęła miejscowość Yŏngdŏk. Następnie brała udział w ofensywie na tzw. worek pusański w kierunku Pohang. 14 września (czyli na dzień przed desantem w Inczon) otrzymała rozkaz odwrotu, do którego wykonania przystąpiła 16 września. 22 września dotarła z powrotem do Yŏngdŏk, ponosząc znaczne straty. Nękając wrogów walką partyzancką, 5 Dywizja osiągnęła 3 listopada Anbyŏn, a 8 listopada w Chŏngp'yŏng połączyła się z pozostałościami 2 Dywizji.